# Višnja Korbar
Višnja Korbar (Krapina, 21. siječnja 1942. – Zagreb, 31. ožujka 2022.) Rođena u Krapini, odrastala u Pregradi, bila je jedna od najpopularnijih hrvatskih pjevačica zabavne glazbe šezdesetih i sedamdesetih godina 20. stoljeća poznata po brojnim nastupima na Opatijskom, Slavonskom, Splitskom Zagrebačkom i Krapinskom festivalu, kao i inim festivalima diljem negdašnje Jugoslavije te radiju i televiziji. Na Festivalu kajkavskih popevki sudjelovala je od prve godine i otpjevala  četrdesetak popevki.  Pjevala je šlager, šansonu, slavonsku, kajkavsku,  dalmatinsku pjesmu i jazz. Pjevala je pjesme poznatih hrvatskih skladatelja Alfija Kabilja, Krešimira Hercega, Ljube Kuntarića, Vilibalda Čakleca, Ivice Stamaća, Zvonka Špišića, a njezina izvedba pjesme Miljenka Prohaske „Zbog jedne melodije davne” ostala je upamćena (Opatija 1970., u alternaciji sa Zdenkom Kovačićek). Poznata je i po reinterpretacijama pjesama inozemnih jazz-glazbenika poput Colea Portera, Harolda Arlena i Georgea Gershwina.

## Diskografija (izbor)
- 1974. – Višnja Korbar, RTV Ljubljana, LP-1027 – Višnja Korbar i Zabavni orkestar RTV ljubljana
- 1984. – Pri veseloj Zagorki, Jugoton, LSY-61933 – Višnja Korbar i Zagrebački pajdaši
- 1997. – Listam albume, Orfej, CD ORF 8033 – Višnja Korbar i Tamburaški orkestar HRT
- 2004. – 18 pjesama, 	Orfej, CD ORF 308
- 2012. – Zlatna kolekcija, Croatia Records, 2CD 5999492

## Vanjske poveznice
- Višnja Korbar na Discogsu